# اوسامی آکوستا
اوسامی آکوستا (اسپانیایی: Osmay Acosta‎؛ زادهٔ ۳ آوریل ۱۹۸۵) بوکسور اهل کوبا است.